# Grégoire IV Tgha
Grégoire ou Grigor IV Tgha  (en arménien Գրիգոր Դ Տղայ), surnommé l'Adolescent est un Catholicos de l'Église apostolique arménienne qui règne de 1173 à 1193.

## Biographie
Grégoire IV, surnommé Tgha ou Tday (l’Adolescent), appartient lui aussi à la famille noble des Pahlavouni. Il est le fils du prince Basile le Vieux (mort en 1160) qui était le frère aîné des Catholicos Grégoire III Pahlavouni et Nersès IV Chnorhali.
Grégoire IV Tgha gouverne l’Église d’Arménie secondé par le grand prélat et écrivain Nersès de Lampron (1153-1198), archevêque de Tarse. Il organise en 1178 le concile de Hromgla, à la suite de la mort de Nersès IV Chnorhali,. Le Catholicos s'efforce ainsi de se rapprocher de l'Église orthodoxe ; l'union avec les Byzantins est retenue et acceptée lors du concile de Hromgla, mais la mort de l'empereur Manuel Ier Comnène en 1180 cause l'oubli du projet du côté byzantin,,.
Grégoire IV entretient en même temps de très bons rapports avec la Papauté. En 1184, il envoie un représentant qui rejoint le Pape Lucius III à Vérone et qui, dans son message, proteste de son respect pour l'Église romaine et qui sollicite son intervention en faveur des Arméniens persécutés par l’Église orthodoxe. Lucius III répond en adressant à Grégoire IV un anneau, le pallium et la mitre.
Le 16 mai 1193, à la mort de Grégoire IV, son cousin germain l’évêque Grégoire Apirat et son fidèle auxiliaire Nersès de Lampron postulent à sa succession. Les deux candidats, jugés trop favorables aux positions grecques et latines, sont écartés par le clergé de Grande-Arménie, qui s’oppose avec le plus de virulence aux thèses du concile de Chalcédoine et qui élit à leur place Grégoire V K‘aravēž, surnommé Manoug (le Jeune).
Il reste de ce patriarche une lamentation poétique sur la prise de Jérusalem par Saladin et plusieurs lettres publiées par la Congrégation des pères mékhitaristes.